# Bathyuroconger
Bathyuroconger – rodzaj ryb promieniopłetwych z podrodziny Congrinae w obrębie rodziny kongerowatych (Congridae).

## Rozmieszczenie geograficzne
Do rodzaju należą gatunki występujące w ciepłych wodach oceanicznych, z których większość gatunków występuje w Oceanie Spokojnym i Indyjskim.

## Morfologia
Długość ciała do 88 cm; brak danych dotyczących masy ciała.

## Systematyka
Rodzaj zdefiniował w 1934 roku amerykański ichtiolog Henry Weed Fowler w artykule poświęconym opisom nowych ryb odłowionych w latach 1907–1910, głównie na wyspach należących do Filipin i przyległych morzach, opublikowanym w czasopiśmie Proceedings of the Academy of Natural Sciences of Philadelphia. Gatunkiem typowym jest (oryginalne oznaczenie (również monotypowe)) B. vicinus.

### Etymologia
- Bathyuroconger: gr. βαθυς bathus ‘głębia’; rodzaj Uroconger Kaup, 1856[5].
- Silvesterina: kpt. Charles Frederick Silvester (1876–1929), oficer United States Army i Gwardii Narodowej, preparator specjalizujący się w anatomii i kustosz Muzeum Biologicznego przy Uniwersytecie Princeton; łac. przyrostek -ina ‘odnoszący się do’[2][6]. Gatunek typowy (oryginalne oznaczenie (również monotypowe)): Silvesterina parvibranchialis Fowler, 1934.

### Podział systematyczny
Do rodzaju należą następujące gatunki:
- Bathyuroconger albus Smith, Ho & Tashiro, 2018
- Bathyuroconger dolichosomus Smith, Ho & Tashiro, 2018
- Bathyuroconger fowleri Smith, Ho & Tashiro, 2018
- Bathyuroconger hawaiiensis Smith, Ho & Tashiro, 2018
- Bathyuroconger parvibranchialis (Fowler, 1934)
- Bathyuroconger vicinus (Vaillant, 1888)